# 콜롬비아 축구 국가대표팀
콜롬비아 축구 국가대표팀(스페인어: Selección de fútbol de Colombia)은 콜롬비아를 대표하는 축구 국가대표팀으로 콜롬비아 축구 협회가 관리하며 남미 축구 강호로 불리고 있다. 1926년 2월 17일 코스타리카와 국제 A매치 첫 경기를 치렀으며, 에스타디오 메트로폴리타노 로베르토 멜렌데스를 홈구장으로 사용하고 있다.

## 역사
콜롬비아는 1946년과 1970년 중앙 아메리카컵 우승을 차지하였다. 월드컵 예선에는 1958년 처음 참가하였으나 본선에는 진출하지 못하였다. 예선에서 보고타에서 열린 우루과이와의 홈 경기에서 1-1로 비겼으나 몬테비데오에서 열린 원정 경기에서 1-0으로 패배하였다. 파라과이와는 홈 경기에서 3-2로 패배, 원정에서 3-0으로 패배하여 승점 1점으로 월드컵 예선 남미 3조 꼴찌를 차지하였다.

### 1962년 FIFA 월드컵
1962년 FIFA 월드컵 예선에서는 페루와 홈 & 어웨이 경기를 통하여 사상 첫 월드컵 본선에 진출하였다. 조별예선에서는 소련, 유고슬라비아, 우루과이와 한 조가 되었는데, 당시 월드컵 진출국 수는 16개로 총 4개조였지만 남미에서만 다섯 팀(칠레, 브라질, 아르헨티나, 우루과이, 콜롬비아)이 올라오는 바람에 한 조에 남미 두 팀이 들어가는 사례가 발생했다. 레흐 야신이 버티는 소련, 당 대회 4강에 진출한 동구권의 강호 유고슬라비아, 남미를 제패한 우루과이와 엮인 죽음의 조였기에 콜롬비아의 조 4위는 당연시되었고, 결국 1무 2패 조 4위로 조별리그에서 탈락하고 만다. 다만, 최고의 수문장인 레흐 야신을 상대로 4골을 몰아넣는 저력을 발휘하면서 수비가 강한 소련과 4:4 무승부를 연출하는 명경기를 탄생시키기도 하였다.
| 순위 | 팀       | 승점 | 경기 | 승 | 무 | 패 | 득 | 실 | 차 |
| ---- | -------- | ---- | ---- | -- | -- | -- | -- | -- | -- |
| 1    | 콜롬비아 | 3    | 2    | 1  | 1  | 0  | 2  | 1  | +1 |
| 2    | 페루     | 1    | 2    | 0  | 1  | 1  | 1  | 2  | −1 |

### 1990년 FIFA 월드컵
콜롬비아 축구 국가대표 대륙간 플레이오프를 이스라엘을 이기고, 이탈리아 월드컵에 출전 하였다. 칠레 월드컵에 1962년 첫출전이후 28년만에 출전하였다.
D조 서독, 유고슬라비아, 아랍에미리트와의 한조 되었다. 첫 상대는 아랍에미리트 2:0으로 첫승을 거두었고, 두번째 경기는 유고슬라비아 0:1로 패하였다.
마지막 3차전에서는 서독 경기에서는 1:1로 무승부로 끝났고, 처음으로 16강에 올랐다.
16강전에는 카메룬와의 상대이었다. 전 후반 득점이 없자 연장 카메룬선수 알베르 로제 모 밀라 106분 만에 골을 넣고, 또 109분에 2골 넣었다. 막판에 콜롬비아 레딘이 115분만에 한골을 넣었다. 결국 같은 대륙의 아르헨티나와 마찬가지로, 검은 돌풍에 발목이 묶여 콜롬비아는 8강에 실패하였다.

### 1994년 FIFA 월드컵
1994년 FIFA 월드컵 예선에서는 강호 아르헨티나를 5:0으로 대파하는 대이변을 연출하며 본선에 직행하였으며 그 아르헨티나를 플레이오프로 떨어뜨렸다. 본선에서는 미국, 루마니아, 스위스와 같은 조가 되었는데 1차전에서 루마니아에게 1:3으로 패한 뒤 2차전을 치르게 되었는데, 미국을 상대로 절대로 패하면 안되는 상황에서 안드레스 에스코바르의 자책골로 인하여 미국에게마저 1:2로 패하였다. 마지막 3차전에서 스위스를 2:0으로 이겼지만 조 최하위로 탈락했으며, 당시 기준으로 당대 최고의 수비수였던 에스코바르는 그 자책골이 원인이 되어 귀국 후 나이트클럽에서 총살당했다.

### 2014년 FIFA 월드컵
2014년 FIFA 월드컵 예선에서는 브라질이 개최국 자격으로 지역예선에서 제외되어 콜롬비아에게 이기기 힘든 난적은 아르헨티나가 유일했다. 콜롬비아는 아르헨티나의 뒤를 이어 남아메리카 지역 예선에서 2위를 차지하며 가볍게 본선에 진출했다. 이때의 콜롬비아가 FIFA 랭킹이 꽤나 높았기 때문에 본선 32개국 중 8팀만 선정된다는 톱시드로 선정되었다.
콜롬비아의 조에는 일본, 코트디부아르, 그리스가 편성되었는데 거의 아르헨티나에 버금가는 쉬운 조편성이였으며 그나마 난적이라고 예상되었던 팀이 코트디부아르 하나뿐이였다. 콜롬비아는 이 세팀 모두를 상대로 아주 가볍게 승리를 거두며 3전 전승으로 16강에 진출했다. 콜롬비아에 이어서 조 2위로 진출할 것으로 예상되었던 코트디부아르가 졸전하는 바람에 오히려 제일 약하다고 평가된 그리스가 16강에 진출했다.
16강에서는 지역예선에서 공방전을 벌인 바 있는 우루과이를 만났다. 콜롬비아에게 우루과이는 지역예선에서는 꽤 어려운 상대였으나 16강에서 만났을 때는 우루과이의 루이스 알베르토 수아레스가 이탈리아를 상대로 조르조 키엘리니의 어깨를 깨무는 행위를 하여 FIFA로부터 중징계를 받고 팀에서 이탈했기 때문에 전력은 훨씬 약화된 상태였다. 그렇게 약해진 우루과이를 상대로 손쉽게 승리를 거두고 사상 첫 8강에 진출했다. 하지만 8강 상대가 개최국인 브라질이었고 양팀은 시종일관 반칙으로 일관하며 매우 거친 경기를 진행했다. 이러한 흐름으로 이어지다가 결국 후안 카밀로 수니가와 네이마르가 공을 놓고 경합을 벌이는 과정에서 수니가가 네이마르의 허리를 골절시키고 말았다. 이 경기에서 콜롬비아는 브라질에게 패하여 4강 진출에는 실패했지만 승리한 브라질 역시 네이마르를 부상으로 잃고 4강에서 독일에게 기록적인 대패를 당하였고 그 후유증으로 3·4위전에서 네덜란드에게 또다시 대패를 당하였다.

### 카를루스 케이로스의 임기
2022년 FIFA 월드컵 남미 지역 예선에서 엄청난 졸전으로 우루과이에게 0-3, 에콰도르에게 1-6이라는 대패를 두 번 연달아 당한 탓에 2022년 FIFA 월드컵 남미 지역 예선 4차전이 종료된 즉시 카를루스 케이로스는 감독 직에서 물러났다. 이 이후에도 조직력의 결여 문제로 인해 결국 페루에 밀려 6위로 지역예선 탈락했다.

## 국제대회 기록

### FIFA 월드컵
| FIFA 월드컵 본선 기록 | FIFA 월드컵 본선 기록        | FIFA 월드컵 본선 기록        | FIFA 월드컵 본선 기록        | FIFA 월드컵 본선 기록        | FIFA 월드컵 본선 기록        | FIFA 월드컵 본선 기록        | FIFA 월드컵 본선 기록        | FIFA 월드컵 본선 기록        | FIFA 월드컵 본선 기록        | FIFA 월드컵 예선 기록                   | FIFA 월드컵 예선 기록                   | FIFA 월드컵 예선 기록                   | FIFA 월드컵 예선 기록                   | FIFA 월드컵 예선 기록                   | FIFA 월드컵 예선 기록                   | FIFA 월드컵 예선 기록                   | FIFA 월드컵 예선 기록                   |                                         |
| 년도                  | 결과                         | 순위                         | 경기                         | 승                           | 무*                          | 패                           | 득점                         | 실점                         | 승점                         | 순위                                    | 경기                                    | 승                                      | 무*                                     | 패                                      | 득점                                    | 실점                                    | 승점                                    |                                         |
| --------------------- | ---------------------------- | ---------------------------- | ---------------------------- | ---------------------------- | ---------------------------- | ---------------------------- | ---------------------------- | ---------------------------- | ---------------------------- | --------------------------------------- | --------------------------------------- | --------------------------------------- | --------------------------------------- | --------------------------------------- | --------------------------------------- | --------------------------------------- | --------------------------------------- | --------------------------------------- |
| 1930년                | 비회원국                     | 비회원국                     | 비회원국                     | 비회원국                     | 비회원국                     | 비회원국                     | 비회원국                     | 비회원국                     | 비회원국                     | 비회원국                                | 비회원국                                | 비회원국                                | 비회원국                                | 비회원국                                | 비회원국                                | 비회원국                                | 비회원국                                |                                         |
| 1934년                | 비회원국                     | 비회원국                     | 비회원국                     | 비회원국                     | 비회원국                     | 비회원국                     | 비회원국                     | 비회원국                     | 비회원국                     | 비회원국                                | 비회원국                                | 비회원국                                | 비회원국                                | 비회원국                                | 비회원국                                | 비회원국                                | 비회원국                                |                                         |
| 1938년                | 기권                         | 기권                         | 기권                         | 기권                         | 기권                         | 기권                         | 기권                         | 기권                         | 기권                         | 기권                                    | 기권                                    | 기권                                    | 기권                                    | 기권                                    | 기권                                    | 기권                                    | 기권                                    |                                         |
| 1950년                | 불참                         | 불참                         | 불참                         | 불참                         | 불참                         | 불참                         | 불참                         | 불참                         | 불참                         | 불참                                    | 불참                                    | 불참                                    | 불참                                    | 불참                                    | 불참                                    | 불참                                    | 불참                                    |                                         |
| 1954년                | 참가 금지                    | 참가 금지                    | 참가 금지                    | 참가 금지                    | 참가 금지                    | 참가 금지                    | 참가 금지                    | 참가 금지                    | 참가 금지                    | 참가 금지                               | 참가 금지                               | 참가 금지                               | 참가 금지                               | 참가 금지                               | 참가 금지                               | 참가 금지                               | 참가 금지                               |                                         |
| 1958년                | 예선 탈락                    | 예선 탈락                    | 예선 탈락                    | 예선 탈락                    | 예선 탈락                    | 예선 탈락                    | 예선 탈락                    | 예선 탈락                    | 예선 탈락                    | 3조 3위                                 | 4                                       | 0                                       | 1                                       | 3                                       | 3                                       | 8                                       | 1                                       |                                         |
| 1962년                | 조별리그                     | 14위                         | 3                            | 0                            | 1                            | 2                            | 5                            | 11                           | 1                            | 3그룹 승리                              | 2                                       | 1                                       | 1                                       | 0                                       | 2                                       | 1                                       | 4                                       |                                         |
| 1966년                | 예선 탈락                    | 예선 탈락                    | 예선 탈락                    | 예선 탈락                    | 예선 탈락                    | 예선 탈락                    | 예선 탈락                    | 예선 탈락                    | 예선 탈락                    | 2조 3위                                 | 4                                       | 1                                       | 0                                       | 3                                       | 4                                       | 10                                      | 3                                       |                                         |
| 1970년                | 예선 탈락                    | 예선 탈락                    | 예선 탈락                    | 예선 탈락                    | 예선 탈락                    | 예선 탈락                    | 예선 탈락                    | 예선 탈락                    | 예선 탈락                    | 2조 3위                                 | 6                                       | 1                                       | 1                                       | 4                                       | 7                                       | 12                                      | 4                                       |                                         |
| 1974년                | 예선 탈락                    | 예선 탈락                    | 예선 탈락                    | 예선 탈락                    | 예선 탈락                    | 예선 탈락                    | 예선 탈락                    | 예선 탈락                    | 예선 탈락                    | 1조 2위                                 | 4                                       | 1                                       | 3                                       | 0                                       | 3                                       | 2                                       | 6                                       |                                         |
| 1978년                | 예선 탈락                    | 예선 탈락                    | 예선 탈락                    | 예선 탈락                    | 예선 탈락                    | 예선 탈락                    | 예선 탈락                    | 예선 탈락                    | 예선 탈락                    | 1조 3위                                 | 4                                       | 0                                       | 2                                       | 2                                       | 1                                       | 8                                       | 2                                       |                                         |
| 1982년                | 예선 탈락                    | 예선 탈락                    | 예선 탈락                    | 예선 탈락                    | 예선 탈락                    | 예선 탈락                    | 예선 탈락                    | 예선 탈락                    | 예선 탈락                    | 2조 3위                                 | 4                                       | 0                                       | 2                                       | 2                                       | 4                                       | 7                                       | 2                                       |                                         |
| 1986년                | 예선 탈락                    | 예선 탈락                    | 예선 탈락                    | 예선 탈락                    | 예선 탈락                    | 예선 탈락                    | 예선 탈락                    | 예선 탈락                    | 예선 탈락                    | 1조 3위                                 | 8                                       | 3                                       | 2                                       | 3                                       | 8                                       | 10                                      | 11                                      |                                         |
| 1990년                | 16강                         | 14위                         | 4                            | 1                            | 1                            | 2                            | 4                            | 4                            | 4                            | 2조 1위                                 | 6                                       | 3                                       | 2                                       | 1                                       | 6                                       | 3                                       | 11                                      |                                         |
| 1994년                | 조별리그                     | 19위                         | 3                            | 1                            | 0                            | 2                            | 4                            | 5                            | 3                            | 1조 1위                                 | 6                                       | 4                                       | 2                                       | 0                                       | 13                                      | 2                                       | 14                                      |                                         |
| 1998년                | 조별리그                     | 21위                         | 3                            | 1                            | 0                            | 2                            | 1                            | 3                            | 3                            | 3위                                     | 16                                      | 8                                       | 4                                       | 4                                       | 23                                      | 15                                      | 28                                      |                                         |
| 2002년                | 예선 탈락                    | 예선 탈락                    | 예선 탈락                    | 예선 탈락                    | 예선 탈락                    | 예선 탈락                    | 예선 탈락                    | 예선 탈락                    | 예선 탈락                    | 6위                                     | 18                                      | 7                                       | 6                                       | 5                                       | 20                                      | 15                                      | 27                                      |                                         |
| 2006년                | 예선 탈락                    | 예선 탈락                    | 예선 탈락                    | 예선 탈락                    | 예선 탈락                    | 예선 탈락                    | 예선 탈락                    | 예선 탈락                    | 예선 탈락                    | 6위                                     | 18                                      | 6                                       | 6                                       | 6                                       | 24                                      | 16                                      | 24                                      |                                         |
| 2010년                | 예선 탈락                    | 예선 탈락                    | 예선 탈락                    | 예선 탈락                    | 예선 탈락                    | 예선 탈락                    | 예선 탈락                    | 예선 탈락                    | 예선 탈락                    | 7위                                     | 18                                      | 6                                       | 5                                       | 7                                       | 14                                      | 18                                      | 23                                      |                                         |
| 2014년                | 8강                          | 5위                          | 5                            | 4                            | 0                            | 1                            | 12                           | 4                            | 12                           | 2위                                     | 16                                      | 9                                       | 3                                       | 4                                       | 27                                      | 13                                      | 30                                      |                                         |
| 2018년                | 16강                         | 9위                          | 4                            | 2                            | 1                            | 1                            | 6                            | 3                            | 7                            | 4위                                     | 18                                      | 7                                       | 6                                       | 5                                       | 21                                      | 19                                      | 27                                      |                                         |
| 2022년                | 예선 탈락                    | 예선 탈락                    | 예선 탈락                    | 예선 탈락                    | 예선 탈락                    | 예선 탈락                    | 예선 탈락                    | 예선 탈락                    | 6위                          | 5위                                     | 18                                      | 5                                       | 8                                       | 5                                       | 20                                      | 19                                      | 1                                       |                                         |
| 합계                  | 6회 진출(6/21)               | 8강(1회)                     | 22                           | 9                            | 3                            | 10                           | 32                           | 30                           | 30                           | 합계                                    | 152                                     | 57                                      | 46                                      | 49                                      | 180                                     | 159                                     | 217                                     |                                         |
| 순위                  | FIFA 월드컵 역대 순위 : 28위 | FIFA 월드컵 역대 순위 : 28위 | FIFA 월드컵 역대 순위 : 28위 | FIFA 월드컵 역대 순위 : 28위 | FIFA 월드컵 역대 순위 : 28위 | FIFA 월드컵 역대 순위 : 28위 | FIFA 월드컵 역대 순위 : 28위 | FIFA 월드컵 역대 순위 : 28위 | FIFA 월드컵 역대 순위 : 28위 | 월드컵 예선 승점 순위 : 29위 (남미 5위) | 월드컵 예선 승점 순위 : 29위 (남미 5위) | 월드컵 예선 승점 순위 : 29위 (남미 5위) | 월드컵 예선 승점 순위 : 29위 (남미 5위) | 월드컵 예선 승점 순위 : 29위 (남미 5위) | 월드컵 예선 승점 순위 : 29위 (남미 5위) | 월드컵 예선 승점 순위 : 29위 (남미 5위) | 월드컵 예선 승점 순위 : 29위 (남미 5위) | 월드컵 예선 승점 순위 : 29위 (남미 5위) |

### CONMEBOL코파 아메리카
| CONMEBOL 코파 아메리카 기록 | CONMEBOL 코파 아메리카 기록       | CONMEBOL 코파 아메리카 기록       | CONMEBOL 코파 아메리카 기록       | CONMEBOL 코파 아메리카 기록       | CONMEBOL 코파 아메리카 기록       | CONMEBOL 코파 아메리카 기록       | CONMEBOL 코파 아메리카 기록       | CONMEBOL 코파 아메리카 기록       | CONMEBOL 코파 아메리카 기록       |
| 년도                        | 결과                              | 순위                              | 경기                              | 승                                | 무*                               | 패                                | 득점                              | 실점                              | 승점                              |
| 남미 축구 선수권 대회       | 남미 축구 선수권 대회             | 남미 축구 선수권 대회             | 남미 축구 선수권 대회             | 남미 축구 선수권 대회             | 남미 축구 선수권 대회             | 남미 축구 선수권 대회             | 남미 축구 선수권 대회             | 남미 축구 선수권 대회             | 남미 축구 선수권 대회             |
| --------------------------- | --------------------------------- | --------------------------------- | --------------------------------- | --------------------------------- | --------------------------------- | --------------------------------- | --------------------------------- | --------------------------------- | --------------------------------- |
| 1916년                      | 없음                              | 없음                              | 없음                              | 없음                              | 없음                              | 없음                              | 없음                              | 없음                              | 없음                              |
| 1917년                      | 없음                              | 없음                              | 없음                              | 없음                              | 없음                              | 없음                              | 없음                              | 없음                              | 없음                              |
| 1919년                      | 없음                              | 없음                              | 없음                              | 없음                              | 없음                              | 없음                              | 없음                              | 없음                              | 없음                              |
| 1920년                      | 없음                              | 없음                              | 없음                              | 없음                              | 없음                              | 없음                              | 없음                              | 없음                              | 없음                              |
| 1921년                      | 없음                              | 없음                              | 없음                              | 없음                              | 없음                              | 없음                              | 없음                              | 없음                              | 없음                              |
| 1922년                      | 없음                              | 없음                              | 없음                              | 없음                              | 없음                              | 없음                              | 없음                              | 없음                              | 없음                              |
| 1923년                      | 없음                              | 없음                              | 없음                              | 없음                              | 없음                              | 없음                              | 없음                              | 없음                              | 없음                              |
| 1924년                      | 없음                              | 없음                              | 없음                              | 없음                              | 없음                              | 없음                              | 없음                              | 없음                              | 없음                              |
| 1925년                      | 비회원국                          | 비회원국                          | 비회원국                          | 비회원국                          | 비회원국                          | 비회원국                          | 비회원국                          | 비회원국                          | 비회원국                          |
| 1926년                      | 비회원국                          | 비회원국                          | 비회원국                          | 비회원국                          | 비회원국                          | 비회원국                          | 비회원국                          | 비회원국                          | 비회원국                          |
| 1927년                      | 비회원국                          | 비회원국                          | 비회원국                          | 비회원국                          | 비회원국                          | 비회원국                          | 비회원국                          | 비회원국                          | 비회원국                          |
| 1929년                      | 비회원국                          | 비회원국                          | 비회원국                          | 비회원국                          | 비회원국                          | 비회원국                          | 비회원국                          | 비회원국                          | 비회원국                          |
| 1935년                      | 비회원국                          | 비회원국                          | 비회원국                          | 비회원국                          | 비회원국                          | 비회원국                          | 비회원국                          | 비회원국                          | 비회원국                          |
| 1937년                      | 기권                              | 기권                              | 기권                              | 기권                              | 기권                              | 기권                              | 기권                              | 기권                              | 기권                              |
| 1939년                      | 기권                              | 기권                              | 기권                              | 기권                              | 기권                              | 기권                              | 기권                              | 기권                              | 기권                              |
| 1941년                      | 기권                              | 기권                              | 기권                              | 기권                              | 기권                              | 기권                              | 기권                              | 기권                              | 기권                              |
| 1942년                      | 기권                              | 기권                              | 기권                              | 기권                              | 기권                              | 기권                              | 기권                              | 기권                              | 기권                              |
| 1945년                      | 결선리그                          | 5위                               | 6                                 | 1                                 | 1                                 | 4                                 | 7                                 | 25                                | 4                                 |
| 1946년                      | 기권                              | 기권                              | 기권                              | 기권                              | 기권                              | 기권                              | 기권                              | 기권                              | 기권                              |
| 1947년                      | 결선리그                          | 8위                               | 7                                 | 0                                 | 2                                 | 5                                 | 2                                 | 19                                | 2                                 |
| 1949년                      | 결선리그                          | 8위                               | 7                                 | 0                                 | 2                                 | 5                                 | 4                                 | 23                                | 2                                 |
| 1953년                      | 기권                              | 기권                              | 기권                              | 기권                              | 기권                              | 기권                              | 기권                              | 기권                              | 기권                              |
| 1955년                      | 기권                              | 기권                              | 기권                              | 기권                              | 기권                              | 기권                              | 기권                              | 기권                              | 기권                              |
| 1956년                      | 기권                              | 기권                              | 기권                              | 기권                              | 기권                              | 기권                              | 기권                              | 기권                              | 기권                              |
| 1957년                      | 결선리그                          | 5위                               | 6                                 | 2                                 | 0                                 | 4                                 | 10                                | 25                                | 6                                 |
| 1959년                      | 기권                              | 기권                              | 기권                              | 기권                              | 기권                              | 기권                              | 기권                              | 기권                              | 기권                              |
| 1959년                      | 기권                              | 기권                              | 기권                              | 기권                              | 기권                              | 기권                              | 기권                              | 기권                              | 기권                              |
| 1963년                      | 결선리그                          | 7위                               | 6                                 | 0                                 | 1                                 | 5                                 | 10                                | 19                                | 1                                 |
| 1967년                      | 본선 진출 실패                    | 본선 진출 실패                    | 본선 진출 실패                    | 본선 진출 실패                    | 본선 진출 실패                    | 본선 진출 실패                    | 본선 진출 실패                    | 본선 진출 실패                    | 본선 진출 실패                    |
| CONMEBOL 코파 아메리카      |                                   |                                   |                                   |                                   |                                   |                                   |                                   |                                   |                                   |
| 1975년                      | 준우승                            | 2위                               | 9                                 | 6                                 | 0                                 | 3                                 | 11                                | 5                                 | 18                                |
| 1979년                      | 예선탈락                          | 5위                               | 4                                 | 2                                 | 1                                 | 1                                 | 5                                 | 2                                 | 7                                 |
| 1983년                      | 예선탈락                          | 7위                               | 4                                 | 1                                 | 2                                 | 1                                 | 5                                 | 5                                 | 5                                 |
| 1987년                      | 4강                               | 3위                               | 4                                 | 3                                 | 0                                 | 1                                 | 8                                 | 3                                 | 9                                 |
| 1989년                      | 예선탈락                          | 6위                               | 4                                 | 1                                 | 2                                 | 1                                 | 5                                 | 4                                 | 5                                 |
| 1991년                      | 4강                               | 4위                               | 7                                 | 2                                 | 2                                 | 3                                 | 5                                 | 6                                 | 8                                 |
| 1993년                      | 4강                               | 3위                               | 6                                 | 2                                 | 4                                 | 0                                 | 6                                 | 4                                 | 10                                |
| 1995년                      | 4강                               | 3위                               | 6                                 | 2                                 | 2                                 | 2                                 | 7                                 | 8                                 | 8                                 |
| 1997년                      | 8강                               | 8위                               | 4                                 | 1                                 | 0                                 | 3                                 | 6                                 | 7                                 | 3                                 |
| 1999년                      | 8강                               | 5위                               | 4                                 | 3                                 | 0                                 | 1                                 | 8                                 | 4                                 | 9                                 |
| 2001년                      | 우승                              | 1위                               | 6                                 | 6                                 | 0                                 | 0                                 | 11                                | 0                                 | 18                                |
| 2004년                      | 4강                               | 4위                               | 6                                 | 3                                 | 1                                 | 2                                 | 7                                 | 7                                 | 10                                |
| 2007년                      | 예선탈락                          | 9위                               | 3                                 | 1                                 | 0                                 | 2                                 | 3                                 | 9                                 | 3                                 |
| 2011년                      | 8강                               | 6위                               | 4                                 | 2                                 | 1                                 | 1                                 | 3                                 | 2                                 | 7                                 |
| 2015년                      | 8강                               | 6위                               | 4                                 | 1                                 | 2                                 | 1                                 | 1                                 | 1                                 | 5                                 |
| 2016년                      | 4강                               | 3위                               | 6                                 | 3                                 | 1                                 | 2                                 | 7                                 | 6                                 | 10                                |
| 2019년                      | 8강                               | 5위                               | 4                                 | 3                                 | 1                                 | 0                                 | 4                                 | 0                                 | 10                                |
| 2021년                      | 4강                               | 3위                               | 7                                 | 2                                 | 3                                 | 2                                 | 7                                 | 7                                 | 9                                 |
| 2024년                      | 준우승                            | 2위                               | 6                                 | 4                                 | 1                                 | 1                                 | 12                                | 3                                 | 13                                |
| 합계                        | 23회 진출(23/47)                  | 우승(1회)                         | 130                               | 51                                | 29                                | 50                                | 154                               | 194                               | 182                               |
| 순위                        | CONMEBOL 코파 아메리카 순위 : 7위 | CONMEBOL 코파 아메리카 순위 : 7위 | CONMEBOL 코파 아메리카 순위 : 7위 | CONMEBOL 코파 아메리카 순위 : 7위 | CONMEBOL 코파 아메리카 순위 : 7위 | CONMEBOL 코파 아메리카 순위 : 7위 | CONMEBOL 코파 아메리카 순위 : 7위 | CONMEBOL 코파 아메리카 순위 : 7위 | CONMEBOL 코파 아메리카 순위 : 7위 |

### CONCACAF 골드컵
북중미 대회이지만 콜롬비아는 특별 초청팀으로 1996년~2005년 사이의 일부 대회에 참가했다.
| 북중미 골드컵 기록 | 북중미 골드컵 기록          | 북중미 골드컵 기록          | 북중미 골드컵 기록          | 북중미 골드컵 기록          | 북중미 골드컵 기록          | 북중미 골드컵 기록          | 북중미 골드컵 기록          | 북중미 골드컵 기록          | 북중미 골드컵 기록          |
| 년도               | 결과                        | 순위                        | 경기                        | 승                          | 무*                         | 패                          | 득점                        | 실점                        | 승점                        |
| ------------------ | --------------------------- | --------------------------- | --------------------------- | --------------------------- | --------------------------- | --------------------------- | --------------------------- | --------------------------- | --------------------------- |
| 1996년             |                             |                             |                             |                             |                             |                             |                             |                             |                             |
| 1998년             |                             |                             |                             |                             |                             |                             |                             |                             |                             |
| 2000년             | 준우승                      | 2위                         | 5                           | 2                           | 1                           | 2                           | 5                           | 7                           | 7                           |
| 2002년             |                             |                             |                             |                             |                             |                             |                             |                             |                             |
| 2003년             | 8강                         | 5위                         | 3                           | 1                           | 1                           | 1                           | 2                           | 3                           | 4                           |
| 2005년             | 4강                         | 4위                         | 5                           | 2                           | 0                           | 3                           | 7                           | 7                           | 6                           |
| 합계               | 3회(초청)                   | 준우승(1회)                 | 13                          | 5                           | 2                           | 6                           | 14                          | 17                          | 17                          |
| 순위               | CONCACAF 골드컵 순위 : 15위 | CONCACAF 골드컵 순위 : 15위 | CONCACAF 골드컵 순위 : 15위 | CONCACAF 골드컵 순위 : 15위 | CONCACAF 골드컵 순위 : 15위 | CONCACAF 골드컵 순위 : 15위 | CONCACAF 골드컵 순위 : 15위 | CONCACAF 골드컵 순위 : 15위 | CONCACAF 골드컵 순위 : 15위 |

### FIFA 컨페더레이션스컵
| FIFA 컨페더레이션스컵 기록 | FIFA 컨페더레이션스컵 기록            | FIFA 컨페더레이션스컵 기록            | FIFA 컨페더레이션스컵 기록            | FIFA 컨페더레이션스컵 기록            | FIFA 컨페더레이션스컵 기록            | FIFA 컨페더레이션스컵 기록            | FIFA 컨페더레이션스컵 기록            | FIFA 컨페더레이션스컵 기록            | FIFA 컨페더레이션스컵 기록            |
| 년도                       | 결과                                  | 순위                                  | 경기                                  | 승                                    | 무*                                   | 패                                    | 득점                                  | 실점                                  | 승점                                  |
| -------------------------- | ------------------------------------- | ------------------------------------- | ------------------------------------- | ------------------------------------- | ------------------------------------- | ------------------------------------- | ------------------------------------- | ------------------------------------- | ------------------------------------- |
| 1992년                     | 진출 실패                             | 진출 실패                             | 진출 실패                             | 진출 실패                             | 진출 실패                             | 진출 실패                             | 진출 실패                             | 진출 실패                             | 진출 실패                             |
| 1995년                     | 진출 실패                             | 진출 실패                             | 진출 실패                             | 진출 실패                             | 진출 실패                             | 진출 실패                             | 진출 실패                             | 진출 실패                             | 진출 실패                             |
| 1997년                     | 진출 실패                             | 진출 실패                             | 진출 실패                             | 진출 실패                             | 진출 실패                             | 진출 실패                             | 진출 실패                             | 진출 실패                             | 진출 실패                             |
| 1999년                     | 진출 실패                             | 진출 실패                             | 진출 실패                             | 진출 실패                             | 진출 실패                             | 진출 실패                             | 진출 실패                             | 진출 실패                             | 진출 실패                             |
| 2001년                     | 진출 실패                             | 진출 실패                             | 진출 실패                             | 진출 실패                             | 진출 실패                             | 진출 실패                             | 진출 실패                             | 진출 실패                             | 진출 실패                             |
| 2003년                     | 4강                                   | 4위                                   | 5                                     | 2                                     | 0                                     | 3                                     | 5                                     | 5                                     | 6                                     |
| 2005년                     | 진출 실패                             | 진출 실패                             | 진출 실패                             | 진출 실패                             | 진출 실패                             | 진출 실패                             | 진출 실패                             | 진출 실패                             | 진출 실패                             |
| 2009년                     | 진출 실패                             | 진출 실패                             | 진출 실패                             | 진출 실패                             | 진출 실패                             | 진출 실패                             | 진출 실패                             | 진출 실패                             | 진출 실패                             |
| 2013년                     | 진출 실패                             | 진출 실패                             | 진출 실패                             | 진출 실패                             | 진출 실패                             | 진출 실패                             | 진출 실패                             | 진출 실패                             | 진출 실패                             |
| 2017년                     | 진출 실패                             | 진출 실패                             | 진출 실패                             | 진출 실패                             | 진출 실패                             | 진출 실패                             | 진출 실패                             | 진출 실패                             | 진출 실패                             |
| 합계                       | 1회 진출(1/10)                        | 4강(4위 1회)                          | 5                                     | 2                                     | 0                                     | 3                                     | 5                                     | 5                                     | 6                                     |
| 순위                       | FIFA 컨페더레이션스컵 역대 순위: 21위 | FIFA 컨페더레이션스컵 역대 순위: 21위 | FIFA 컨페더레이션스컵 역대 순위: 21위 | FIFA 컨페더레이션스컵 역대 순위: 21위 | FIFA 컨페더레이션스컵 역대 순위: 21위 | FIFA 컨페더레이션스컵 역대 순위: 21위 | FIFA 컨페더레이션스컵 역대 순위: 21위 | FIFA 컨페더레이션스컵 역대 순위: 21위 | FIFA 컨페더레이션스컵 역대 순위: 21위 |

### 하계 올림픽
| 올림픽 축구 기록 | 올림픽 축구 기록 | 올림픽 축구 기록 | 올림픽 축구 기록 | 올림픽 축구 기록 | 올림픽 축구 기록 | 올림픽 축구 기록 | 올림픽 축구 기록 | 올림픽 축구 기록 | 올림픽 축구 기록 |
| 년도             | 결과             | 순위             | 경기             | 승               | 무*              | 패               | 득점             | 실점             | 승점             |
| ---------------- | ---------------- | ---------------- | ---------------- | ---------------- | ---------------- | ---------------- | ---------------- | ---------------- | ---------------- |
| 1900년           | 불참             | 불참             | 불참             | 불참             | 불참             | 불참             | 불참             | 불참             | 불참             |
| 1904년           | 불참             | 불참             | 불참             | 불참             | 불참             | 불참             | 불참             | 불참             | 불참             |
| 1908년           | 불참             | 불참             | 불참             | 불참             | 불참             | 불참             | 불참             | 불참             | 불참             |
| 1912년           | 불참             | 불참             | 불참             | 불참             | 불참             | 불참             | 불참             | 불참             | 불참             |
| 1920년           | 불참             | 불참             | 불참             | 불참             | 불참             | 불참             | 불참             | 불참             | 불참             |
| 1924년           | 불참             | 불참             | 불참             | 불참             | 불참             | 불참             | 불참             | 불참             | 불참             |
| 1928년           | 불참             | 불참             | 불참             | 불참             | 불참             | 불참             | 불참             | 불참             | 불참             |
| 1936년           | 불참             | 불참             | 불참             | 불참             | 불참             | 불참             | 불참             | 불참             | 불참             |
| 1948년           | 불참             | 불참             | 불참             | 불참             | 불참             | 불참             | 불참             | 불참             | 불참             |
| 1952년           | 불참             | 불참             | 불참             | 불참             | 불참             | 불참             | 불참             | 불참             | 불참             |
| 1956년           | 진출 실패        | 진출 실패        | 진출 실패        | 진출 실패        | 진출 실패        | 진출 실패        | 진출 실패        | 진출 실패        | 진출 실패        |
| 1960년           | 진출 실패        | 진출 실패        | 진출 실패        | 진출 실패        | 진출 실패        | 진출 실패        | 진출 실패        | 진출 실패        | 진출 실패        |
| 1964년           | 진출 실패        | 진출 실패        | 진출 실패        | 진출 실패        | 진출 실패        | 진출 실패        | 진출 실패        | 진출 실패        | 진출 실패        |
| 1968년           | 조별리그         | 10위             | 3                | 1                | 0                | 2                | 4                | 5                | 3                |
| 1972년           | 조별리그         | 11위             | 3                | 1                | 0                | 2                | 5                | 12               | 3                |
| 1976년           | 진출 실패        | 진출 실패        | 진출 실패        | 진출 실패        | 진출 실패        | 진출 실패        | 진출 실패        | 진출 실패        | 진출 실패        |
| 1980년           | 조별리그         | 11위             | 3                | 1                | 1                | 1                | 2                | 4                | 4                |
| 1984년           | 진출 실패        | 진출 실패        | 진출 실패        | 진출 실패        | 진출 실패        | 진출 실패        | 진출 실패        | 진출 실패        | 진출 실패        |
| 1988년           | 진출 실패        | 진출 실패        | 진출 실패        | 진출 실패        | 진출 실패        | 진출 실패        | 진출 실패        | 진출 실패        | 진출 실패        |
| 1992년           | 조별리그         | 14위             | 3                | 0                | 1                | 2                | 4                | 9                | 1                |
| 1996년           | 진출 실패        | 진출 실패        | 진출 실패        | 진출 실패        | 진출 실패        | 진출 실패        | 진출 실패        | 진출 실패        | 진출 실패        |
| 2000년           | 진출 실패        | 진출 실패        | 진출 실패        | 진출 실패        | 진출 실패        | 진출 실패        | 진출 실패        | 진출 실패        | 진출 실패        |
| 2004년           | 진출 실패        | 진출 실패        | 진출 실패        | 진출 실패        | 진출 실패        | 진출 실패        | 진출 실패        | 진출 실패        | 진출 실패        |
| 2008년           | 진출 실패        | 진출 실패        | 진출 실패        | 진출 실패        | 진출 실패        | 진출 실패        | 진출 실패        | 진출 실패        | 진출 실패        |
| 2012년           | 진출 실패        | 진출 실패        | 진출 실패        | 진출 실패        | 진출 실패        | 진출 실패        | 진출 실패        | 진출 실패        | 진출 실패        |
| 2016년           | 8강              | 7위              | 4                | 1                | 2                | 1                | 6                | 6                | 5                |
| 합계             | 5회 진출(5/26)   | 8강(1회)         | 16               | 4                | 4                | 8                | 21               | 36               | 16               |

### 팬아메리칸 게임
| 팬아메리칸 게임 기록 | 팬아메리칸 게임 기록 | 팬아메리칸 게임 기록 | 팬아메리칸 게임 기록 | 팬아메리칸 게임 기록 | 팬아메리칸 게임 기록 | 팬아메리칸 게임 기록 | 팬아메리칸 게임 기록 | 팬아메리칸 게임 기록 | 팬아메리칸 게임 기록 |
| 년도                 | 결과                 | 순위                 | 경기                 | 승                   | 무*                  | 패                   | 득점                 | 실점                 | 승점                 |
| -------------------- | -------------------- | -------------------- | -------------------- | -------------------- | -------------------- | -------------------- | -------------------- | -------------------- | -------------------- |
| 1951년               | 불참                 | 불참                 | 불참                 | 불참                 | 불참                 | 불참                 | 불참                 | 불참                 | 불참                 |
| 1955년               | 불참                 | 불참                 | 불참                 | 불참                 | 불참                 | 불참                 | 불참                 | 불참                 | 불참                 |
| 1959년               | 불참                 | 불참                 | 불참                 | 불참                 | 불참                 | 불참                 | 불참                 | 불참                 | 불참                 |
| 1963년               | 불참                 | 불참                 | 불참                 | 불참                 | 불참                 | 불참                 | 불참                 | 불참                 | 불참                 |
| 1967년               | 조별리그             | 8위                  | 3                    | 0                    | 0                    | 3                    | 2                    | 13                   | 0                    |
| 1971년               | 은메달               | 준우승               | 8                    | 5                    | 2                    | 1                    | 21                   | 7                    | 17                   |
| 1975년               |                      |                      |                      |                      |                      |                      |                      |                      |                      |
| 1979년               |                      |                      |                      |                      |                      |                      |                      |                      |                      |
| 1983년               |                      |                      |                      |                      |                      |                      |                      |                      |                      |
| 1987년               | 조별리그             | 10위                 | 3                    | 0                    | 1                    | 2                    | 1                    | 4                    | 1                    |
| 1991년               | 진출 실패            | 진출 실패            | 진출 실패            | 진출 실패            | 진출 실패            | 진출 실패            | 진출 실패            | 진출 실패            | 진출 실패            |
| 1995년               | 동메달               | 3위                  | 6                    | 4                    | 0                    | 2                    | 13                   | 5                    | 12                   |
| 1999년               | 진출 실패            | 진출 실패            | 진출 실패            | 진출 실패            | 진출 실패            | 진출 실패            | 진출 실패            | 진출 실패            | 진출 실패            |
| 2003년               | 4강                  | 4위                  | 5                    | 2                    | 1                    | 2                    | 6                    | 7                    | 7                    |
| 2007년               | 조별리그             | 6위                  | 3                    | 1                    | 1                    | 1                    | 1                    | 1                    | 4                    |
| 2011년               | 진출 실패            | 진출 실패            | 진출 실패            | 진출 실패            | 진출 실패            | 진출 실패            | 진출 실패            | 진출 실패            | 진출 실패            |
| 2015년               | 진출 실패            | 진출 실패            | 진출 실패            | 진출 실패            | 진출 실패            | 진출 실패            | 진출 실패            | 진출 실패            | 진출 실패            |
| 합계                 | 6회 진출(6/17)       | 은메달(1회)          | 28                   | 12                   | 5                    | 11                   | 44                   | 37                   | 41                   |

## 선수

### 현재 선수 명단
다음은 2023년 3월 24일  대한민국, 3월 28일  일본의 친선 경기에 소집된 선수 명단이다.

출장 수와 골 수는 2023년 1월 28일  미국전 이후 기록이다
| 번호 | 위치 | 선수                 | 생년월일 (나이)        | 출전 | 득점 | 소속                      |
| ---- | ---- | -------------------- | ---------------------- | ---- | ---- | ------------------------- |
|      | GK   | 카밀로 바르가스      | 1989년 3월 9일(36세)   | 11   | 0    | 아틀라스                  |
|      | GK   | 알바로 몬테로        | 1995년 3월 29일(30세)  | 4    | 0    | 미요나리오스              |
|      | GK   | 데비스 바스케스      | 1998년 5월 12일(26세)  | 0    | 0    | 밀란                      |
|      |      |                      |                        |      |      |                           |
|      | DF   | 다빈손 산체스        | 1996년 6월 12일(28세)  | 51   | 1    | 토트넘 홋스퍼             |
|      | DF   | 요한 모히카          | 1992년 8월 21일(32세)  | 20   | 1    | 비야레알                  |
|      | DF   | 다니엘 무뇨스        | 1996년 5월 25일(28세)  | 15   | 0    | 헹크                      |
|      | DF   | 혼 루쿠미            | 1998년 6월 26일(26세)  | 8    | 0    | 볼로냐                    |
|      | DF   | 카를로스 쿠에스타    | 1999년 3월 9일(26세)   | 7    | 0    | 헹크                      |
|      | DF   | 데이베르 마차도      | 1993년 9월 2일(31세)   | 3    | 0    | 랑스                      |
|      | DF   | 후안 다비드 모스케라 | 2002년 9월 5일(22세)   | 1    | 0    | 포틀랜드 팀버스           |
|      | DF   | 알렉시스 페레스      | 1994년 3월 25일(31세)  | 1    | 0    | 기레순스포르              |
|      |      |                      |                        |      |      |                           |
|      | MF   | 하메스 로드리게스    | 1991년 7월 12일(33세)  | 89   | 25   | 올림피아코스              |
|      | MF   | 마테우스 우리베      | 1991년 3월 21일(34세)  | 43   | 5    | 포르투                    |
|      | MF   | 제퍼슨 레르마        | 1994년 10월 25일(30세) | 33   | 1    | 본머스                    |
|      | MF   | 후안 페르난도 킨테로 | 1993년 1월 18일(32세)  | 32   | 4    | 후니오르                  |
|      | MF   | 호르헤 카라스칼      | 1998년 5월 25일(26세)  | 3    | 0    | CSKA 모스크바             |
|      | MF   | 혼 아리아스          | 1997년 9월 21일(27세)  | 2    | 0    | 플루미넨시                |
|      | MF   | 케빈 카스타뇨        | 2000년 9월 29일(24세)  | 1    | 0    | 아길라스 도라다스         |
|      | MF   | 넬손 팔라시오        | 2001년 6월 16일(23세)  | 0    | 0    | 아틀레티코 나시오날       |
|      |      |                      |                        |      |      |                           |
|      | FW   | 라다멜 팔카오        | 1986년 2월 10일(39세)  | 102  | 36   | 라요 바예카노             |
|      | FW   | 라파엘 산토스 보레   | 1995년 9월 15일(29세)  | 20   | 2    | 아인트라흐트 프랑크푸르트 |
|      | FW   | 디에고 발로예스      | 1996년 9월 22일(28세)  | 4    | 0    | 타예레스                  |
|      | FW   | 존 듀란              | 2004년 12월 13일(20세) | 3    | 0    | 애스턴 빌라               |
|      | FW   | 딜란 보레로          | 2002년 1월 5일(23세)   | 1    | 0    | 뉴잉글랜드 레벌루션       |
|      | FW   | 호안 카르보네로      | 1999년 7월 20일(25세)  | 0    | 0    | 라싱                      |

### 최근 차출 선수 명단
| 위치 | 선수                     | 생년월일 (나이)        | 출전 | 득점 | 소속                    | 최근 소집                        |
| ---- | ------------------------ | ---------------------- | ---- | ---- | ----------------------- | -------------------------------- |
| GK   | 호세 루이스 춘가         | 1991년 7월 11일(33세)  | 3    | 0    | 알리안사 페트롤레라     | 2023년 1월 28일, 미국전          |
| GK   | 다비드 오스피나          | 1988년 8월 31일(36세)  | 127  | 0    | 알나스르                | 2022년 11월 19일, 파라과이전부   |
| GK   | 이반 아르볼레다          | 1996년 4월 21일(28세)  | 1    | 0    | FA                      | 2022년 6월 5일, 사우디아라비아전 |
|      |                          |                        |      |      |                         |                                  |
| DF   | 프랑크 파브라            | 1991년 2월 22일(34세)  | 27   | 1    | 보카 주니어스           | 2023년 1월 28일, 미국전          |
| DF   | 안드레스 이나스          | 1997년 7월 23일(27세)  | 4    | 0    | 미요나리오스            | 2023년 1월 28일, 미국전          |
| DF   | 후니오르 에르난데스      | 1999년 4월 5일(26세)   | 0    | 0    | 데포르테스 톨리마       | 2023년 1월 28일, 미국전          |
| DF   | 니콜라스 에르난데스      | 1998년 1월 18일(27세)  | 0    | 0    | 아틀레치쿠 파라나엔시   | 2023년 1월 28일, 미국전          |
| DF   | 안드레스 레예스          | 1999년 9월 8일(25세)   | 0    | 0    | 뉴욕 레드불스           | 2023년 1월 28일, 미국전          |
| DF   | 스테판 메디나            | 1992년 6월 14일(32세)  | 30   | 0    | 몬테레이                | 2022년 9월 27일, 멕시코전        |
| DF   | 엘리벨톤 팔라시오스      | 1993년 6월 11일(31세)  | 5    | 0    | 엘체                    | 2022년 6월 5일, 사우디아라비아전 |
|      |                          |                        |      |      |                         |                                  |
| MF   | 호르만 캄푸사노          | 1996년 4월 30일(28세)  | 3    | 0    | 기레순스포르            | 2023년 1월 28일, 미국전          |
| MF   | 다니엘 루이스            | 2001년 7월 30일(23세)  | 1    | 0    | 산투스                  | 2023년 1월 28일, 미국전          |
| MF   | 일마르 벨라스케스        | 1999년 8월 21일(25세)  | 1    | 0    | 데포르티보 페레이라     | 2023년 1월 28일, 미국전          |
| MF   | 다니엘 카타뇨            | 1992년 1월 17일(33세)  | 0    | 0    | 미요나리오스            | 2023년 1월 28일, 미국전          |
| MF   | 후안 포르티야            | 1998년 9월 12일(26세)  | 0    | 0    | 아메리카 데 칼리        | 2023년 1월 28일, 미국전부        |
| MF   | 윌마르 바리오스          | 1993년 10월 16일(31세) | 53   | 1    | 제니트 상트페테르부르크 | 2022년 11월 19일, 파라과이전부   |
| MF   | 에두아르드 아투에스타    | 1997년 6월 18일(27세)  | 2    | 0    | 파우메이라스            | 2022년 11월 19일, 파라과이전부   |
| MF   | 세바스티안 고메스        | 1996년 3월 6일(29세)   | 0    | 0    | 아틀레티코 나시오날     | 2022년 11월 19일, 파라과이전부   |
| MF   | 후안 콰드라도            | 1988년 5월 26일(36세)  | 113  | 10   | 유벤투스                | 2022년 9월 27일, 멕시코전        |
| MF   | 야이로 모레노            | 1995년 4월 4일(30세)   | 16   | 0    | 레온                    | 2022년 9월 27일, 멕시코전        |
| MF   | 스테벤 알사테            | 1998년 9월 8일(26세)   | 7    | 0    | 스탕다르 리에주         | 2022년 9월 27일, 멕시코전        |
| MF   | 야세르 아스프리야        | 2003년 11월 19일(21세) | 2    | 1    | 왓퍼드                  | 2022년 9월 27일, 멕시코전        |
| MF   | 에데르 알바레스 발란타   | 1993년 2월 28일(32세)  | 9    | 0    | 샬케 04                 | 2022년 6월 5일, 사우디아라비아전 |
| MF   | 케빈 아구델로            | 1998년 11월 14일(26세) | 0    | 0    | 스페치아                | 2022년 6월 5일, 사우디아라비아전 |
| MF   | 후안 세바스티안 페드로사 | 1999년 4월 8일(25세)   | 0    | 0    | 알바틴                  | 2022년 6월 5일, 사우디아라비아전 |
|      |                          |                        |      |      |                         |                                  |
| FW   | 쿠초 에르난데스          | 1999년 4월 20일(25세)  | 3    | 2    | 콜럼버스 크루           | 2023년 1월 28일, 미국전          |
| FW   | 크리스티안 아랑고        | 1995년 3월 9일(30세)   | 2    | 0    | 파추카                  | 2023년 1월 28일, 미국전          |
| FW   | 산티아고 모레노          | 2000년 4월 21일(24세)  | 2    | 0    | 포틀랜드 팀버스         | 2023년 1월 28일, 미국전          |
| FW   | 디베르 캄빈도            | 1996년 2월 17일(29세)  | 1    | 0    | 인데펜디엔테 메데인     | 2023년 1월 28일, 미국전          |
| FW   | 루이스 디아스            | 1997년 1월 13일(28세)  | 37   | 8    | 리버풀                  | 2022년 9월 27일, 멕시코전부      |
| FW   | 루이스 시니스테라        | 1999년 6월 17일(25세)  | 7    | 3    | 리즈 유나이티드         | 2022년 9월 27일, 멕시코전        |
| FW   | 오스카르 에스투피냔      | 1996년 10월 29일(28세) | 1    | 0    | 헐 시티                 | 2022년 9월 27일, 멕시코전        |
| FW   | 루이스 수아레스          | 1997년 12월 2일(27세)  | 4    | 0    | 알메리아                | 2022년 6월 5일, 사우디아라비아전 |
| FW   | 하민톤 캄파스            | 2000년 5월 24일(24세)  | 1    | 0    | 그레미우                | 2022년 6월 5일, 사우디아라비아전 |

범례
부: 부상으로 선수단에서 제외

## 역대 감독
| 감독                | 임기        |
| ------------------- | ----------- |
| 프란시스코 술라가   | 1968 ~ 1989 |
| 토도르 베셀리노비치 | 1972 ~ 1973 |
| 카를로스 빌라르도   | 1979 ~ 1981 |
| 프란시스코 마투라나 | 1987 ~ 1990 |
| 프란시스코 마투라나 | 1993 ~ 1994 |
| 프란시스코 마투라나 | 2001        |
| 프란시스코 마투라나 | 2002 ~ 2003 |
| 레이날도 루에다     | 2004 ~ 2006 |
| 호르헤 루이스 핀토  | 2007 ~ 2008 |
| 호세 페케르만       | 2012 ~ 2018 |
| 카를루스 케이로스   | 2019 ~ 2020 |
| 레이날도 루에다     | 2021 ~ 2022 |

## 우승 경력
- 컨페더레이션스컵
  - 4위 (1): 2003
- 남아메리카 챔피언십/코파 아메리카
  - 우승 (1): 2001
  - 준우승 (1): 1975, 2024
  - 3위 (3): 1987, 1993, 1995
- CONCACAF 골드컵
  - 준우승 (1): 2000
  - 3위 (1): 2005